# El Gouna FC
El Gouna Football Club (arabisch نادي الجونة, DMG Nādī l-Ǧūna), kurz El Gouna FC, ist ein ägyptischer Fußballklub mit Sitz in El Gouna, Hurghada, Ägypten. Der Verein spielt derzeit in der ägyptischen Premier League, der höchsten ägyptischen Fußballliga und ist auch unter The Gounies bekannt.

## Geschichte
Im Juli 2003 gründete der Unternehmer Samih Sawiris, der auch die Stadt El Gouna 1989 gründete, den El Gouna FC. In seiner ersten Saison spielte der Club in der vierten ägyptischen Liga, wo er bereits den ersten Titel holte und den Aufstieg in die dritte ägyptische Liga sicherte. In der Saison 2008/09 gelang es dem Verein zum ersten Mal in seiner Geschichte in die ägyptische Premier League aufzusteigen.
2009 absolvierte der El Gouna FC ein Trainingslager im Kanton Uri in der Schweiz, wo er gegen den FC Luzern, bei dem Sawiris inzwischen auch Investor ist, ein Trainingsspiel bestritt.
Zwischen 2015 und 2018 spielten die Gounies drei Saisons in der Egyptian Second Division in der Gruppe A und konnten auf die Saison 2018/19 wieder in die Premier League aufsteigen. Zur Saison 2019/20 wurde der Webauftritt in Anlehnung an die Netflix-Serie Haus des Geldes umgestaltet, so dass die Mannschaft einen „Heist“ plant, um den Pokal der Liga zu gewinnen.

## Platzierungen
| Saison   | 2009/10 | 2010/11 | 2011/12 | 2012/13 | 2013/14 | 2014/15 | 2015/16 | 2016/17 | 2017/18 | 2018/19 |
| -------- | ------- | ------- | ------- | ------- | ------- | ------- | ------- | ------- | ------- | ------- |
| Liga     | 1       | 1       | 1       | 1       | 1       | 1       | 2 Gr. A | 2 Gr. A | 2 Gr. A | 1       |
| Position | 12      | 11      | 9       | 13      | 9       | 15      | 4       | 3       | ▲1      | 15      |